# Newmarket (condado de Rockingham)
Newmarket es un lugar designado por el censo ubicado en el condado de Rockingham en el estado estadounidense de Nuevo Hampshire. En el Censo de 2010 tenía una población de 5.297 habitantes y una densidad poblacional de 1.012,47 personas por km².

## Geografía
Newmarket se encuentra ubicado en las coordenadas 43°4′18″N 70°56′39″O / 43.07167, -70.94417. Según la Oficina del Censo de los Estados Unidos, Newmarket tiene una superficie total de 5.23 km², de la cual 5 km² corresponden a tierra firme y (4.5%) 0.24 km² es agua.

## Demografía
Según el censo de 2010, había 5.297 personas residiendo en Newmarket. La densidad de población era de 1.012,47 hab./km². De los 5.297 habitantes, Newmarket estaba compuesto por el 91.2% blancos, el 1.26% eran afroamericanos, el 0.26% eran amerindios, el 4.04% eran asiáticos, el 0.13% eran isleños del Pacífico, el 0.81% eran de otras razas y el 2.28% pertenecían a dos o más razas. Del total de la población el 2.91% eran hispanos o latinos de cualquier raza.